# Gracjan Bąk
Gracjan Bąk (ur. 4 stycznia 1993 w Rzeszowie) – polski zawodnik mieszanych sztuk walki i bokser. Wielokrotny multimedalista na scenie krajowej i międzynarodowej. Zawodnik organizacji Krwawy Sport działającej na terenie Wielkiej Brytanii. Posiada brązowy pas w Judo oraz niebieski w brazylijskim jiu-jitsu. Jest również trenerem mieszanych sztuk walki i prowadzi własną szkółkę w Gloucester.

## Osiągnięcia

### Grappling
- 2017: Brązowy medal na mistrzostwach International Open IBJJF Jiu-Jitsu Championship.
- 2018: Złoty medal na mistrzostwach NAGA Grappling Championship.
- 2018: Srebrny medal na mistrzostwach All Starts BJJ Championship.

### Judo
- 2001-2008: Multimedalista krajowych i międzynarodowych turniejów Judo w latach 2001-2008[3].

W okresie tym zdobył:

I miejsce: 25 razy

II miejsce: 11 razy

III miejsce: 10 razy

## Lista zawodowych walk w MMA
| Wynik     | Bilans | Przeciwnik (bilans przed walką) | Rozstrzygnięcie                  | Runda | Czas | Rozgrywki                    | Data       | Miejsce     | Uwagi         |
| --------- | ------ | ------------------------------- | -------------------------------- | ----- | ---- | ---------------------------- | ---------- | ----------- | ------------- |
| Wygrana   | 2-1    | Łukasz Mielczarski (2-0)        | TKO (ciosy pięściami w parterze) | 3     | 3:48 | Krwawy Sport                 | 11.03.2018 | Southampton |               |
| Wygrana   | 1-1    | Chris Tallis (1-0)              | Decyzja (niejednogłośna)         | 3     | 5:00 | SnA 25 - Shock N Awe 25      | 03.06.2017 | Portsmouth  | Co-Main Event |
| Przegrana | 0-1    | Richard Williams (3-0)          | TKO                              | 1     | 0:59 | Cage Warriors: Academy Wales | 04.03.2017 | Newport     | Debiut w MMA  |

## Lista zawodowych walk w boksie
| Wynik     | Bilans | Przeciwnik (bilans przed walką) | Rozstrzygnięcie | Runda, czas | Rozgrywki                  | Data       | Miejsce     | Uwagi                     |
| --------- | ------ | ------------------------------- | --------------- | ----------- | -------------------------- | ---------- | ----------- | ------------------------- |
| Przegrana | 5-1    | Hajji Muhis (5-0-1)             | TKO             | 5, 2:48     | Back to the Capital Part 2 | 05.10.2024 | Londyn      |                           |
| Wygrana   | 5-0    | Paul Cummings (3-85-1)          | PTS             | 6, 3:00     | Havoc in Hamble            | 27.04.2024 | Southampton |                           |
| Wygrana   | 4-0    | MJ Hall (3-111-2)               | PTS             | 4, 3:00     | Christmas Cracker          | 08.12.2023 | Bournemouth |                           |
| Wygrana   | 3-0    | Kristaps Zulgis (8-47-3)        | PTS             | 4, 3:00     | Battle On The Beach        | 23.09.2023 | Bournemouth |                           |
| Wygrana   | 2-0    | Justin Menzie                   | PTS             | 4, 3:00     | New Beginnings             | 24.02.2023 | Bournemouth |                           |
| Wygrana   | 1-0    | Chris Adaway (10-75-4)          | PTS             | 4, 3:00     | Welch vs. Acosta           | 22.10.2022 | Bournemouth | Debiut w zawodowym boksie |